# Barry Leibowitz
Barry Steven Leibowitz (in ebraico בארי לייבוביץ'‎?; New York, 10 settembre 1945) è un ex cestista statunitense naturalizzato israeliano, professionista nella ABA.

## Carriera
È stato selezionato dai New York Knicks al quinto giro del Draft NBA 1967 (48ª scelta assoluta).
Con Israele ha partecipato a cinque edizioni dei Campionati europei (1973, 1975, 1977, 1979, 1981).

## Palmarès
- Campionato israeliano: 1

Hapoel Tel Aviv: 1968-69
- Coppa di Israele: 1

Hapoel Tel Aviv: 1968-69